# Juan Luis Cebrián
Juan Luis Cebrián Echarri (Madrid, 30 de octubre de 1944) es un periodista, escritor y empresario español. Fue director-fundador del diario El País, que dirigió desde 1976 hasta noviembre de 1988. Desde el 19 de diciembre de 1996 es académico de la Real Academia Española. En 2018 dejó la presidencia de Prisa en manos de Manuel Polanco. La presidencia de El País quedó en manos de Manuel Mirat y Cebrián fue nombrado presidente de honor, puesto del que fue destituido en 2024.
Cebrián ha sido considerado por diversos medios internacionales como uno de los diez españoles más influyentes en España y Hispanoamérica durante 42 años (desde 1976 a 2018). Es el único académico hispano miembro del Grupo Bilderberg y el único miembro de lengua española con funciones ejecutivas en el mismo.

## Biografía
Su padre Vicente Cebrián, fue un alto cargo de la prensa del régimen franquista y director del diario Arriba, órgano de comunicación de la Falange Española. 
Estudió en el Colegio Nuestra Señora del Pilar de Madrid, donde dice haber sufrido abusos sexuales, aunque no hay más prueba que su acusación, ni nunca se planteó juicio o demanda alguno sobre el tema. 
En su adolescencia, según confesó en una entrevista a la revista Esquire, estuvo tentado a ingresar en la carrera eclesiástica, lo que le llevó a estudiar Filosofía y Letras, opción que luego desechó por el periodismo. Cursó estudios de humanidades en la Universidad Complutense de Madrid y entró a los 15 años en la Escuela Oficial de Periodismo de España graduándose en 1963 a los 19 años.
Entró a trabajar como redactor jefe en Pueblo, el diario vespertino del Movimiento que dirigía Emilio Romero, amigo íntimo de su padre. Tras ocupar el cargo de subdirector en Pueblo, pasó a Informaciones. También participó en la fundación de la revista Cuadernos para el Diálogo en 1963. En 1974 fue nombrado subdirector de los Servicios Informativos de RTVE por uno de los últimos gobiernos de la dictadura franquista.
En 1976, Jesús de Polanco, propietario de un grupo editorial cuya marca más conocida era Santillana, fundó el diario El País y nombró a Cebrián su primer director en diciembre de 1975 cargo que ocupó hasta noviembre de 1988. En ese periodo, El País se convirtió en el diario más vendido de España. 
De 1986 a 1988 desempeñó el puesto de presidente del Instituto Internacional de Prensa (IPI). En noviembre de 1988 dejó la dirección del diario para hacerse cargo de su empresa, pasando a ser consejero delegado de Prisa y del propio periódico, vicepresidente de la Cadena SER y de Prisa TV, empresa de la que fue consejero delegado desde su fundación en 1989 hasta 1999. 
En junio de 2006, Juan Luis Cebrián participó en la conferencia anual del grupo Bilderberg. Junto a él estuvieron personalidades de influencia política y económica de España como Matías Rodríguez Inciarte y también Bernardino León Gross.
En 2008 pasa a ser miembro del Grupo Bilderberg. En abril de 2011 asumió como presidente ejecutivo y delegado del Área de Prensa y consejero delegado de El País.
En el periodo 2008-2012, la cotización de Prisa pasó de unos 10,00 € por acción a unos 0,40 € por acción.
En julio de 2012 fue nombrado presidente ejecutivo de Grupo Prisa, sustituyendo en el cargo a Ignacio Polanco Moreno.
En abril de 2016 se da a conocer su vinculación con los papeles de Panamá a través de la empresa petrolera Star Petroleum. Tras la publicación de estos datos, Cebrián anunció una demanda contra La Sexta, El Confidencial y ElDiario.es, además de despedir a Ignacio Escolar como colaborador de la Cadena SER y prohibir la colaboración de trabajadores de Prisa en estos medios de comunicación.
En mayo de 2017 se incorporó a la vicepresidencia de la Asociación de Medios de Información (AMI), presidida por el editor afincado en Barcelona, Javier Moll.
El 1 de enero de 2018 fue sustituido en la presidencia de Prisa por Manuel Polanco Moreno, hijo del fundador de la empresa Jesús de Polanco, mientras que Manuel Mirat fue nombrado consejero delegado, asumiendo las funciones ejecutivas de Juan Luis Cebrián, que siguió siendo presidente de El País y del Consejo Editorial de Prisa. En abril de ese año, se anunció que sería relevado de todos sus cargos de Prisa el 21 de mayo y que sería sustituido por Manuel Mirat —consejero delegado del grupo empresarial desde el 1 de enero del mismo año—, en la presidencia de El País, siendo nombrado Cebrián presidente de honor del periódico y columnista del mismo.
El 4 de abril de 2024 fue cesado como presidente de honor de El País, tras conocerse su fichaje por The Objective.

## Obra escrita
A lo largo de su trayectoria periodística y ejecutiva, ha desarrollado una intensa actividad como articulista y conferenciante, siendo autor de numerosos libros de ensayo sobre periodismo y sociología política: La prensa y la calle, La España que bosteza, El tamaño del elefante, El siglo de las sombras, Cartas a un joven periodista, La Red, El futuro no es lo que era, escrito a dúo con el expresidente del Gobierno español, Felipe González, El fundamentalismo democrático y El pianista en el burdel. 
Como novelista ha publicado cuatro obras: La rusa, La isla del viento, La agonía del dragón y Francomoribundia.
Otros relatos literarios suyos están publicados en recopilaciones como Retrato de un siglo y De Madrid… al cielo, así como ensayos en libros colectivos (Prensa para la democracia: reto del siglo XXI, Transición española, entre otros). Recientemente ha publicado su primer tomo de memorias hasta 1988; Primera página, donde relata la creación y primeros años de El País coincidentes con la Transición política a la democracia en España. 
Rafael Fraguas, cofundador de El País, publicó en 2020 la biografía Papel envuelve roca. Semblanza en claroscuro de Juan Luís Cebrián.

## Real Academia Española (RAE) y Asociación de Academias de la Lengua Española (ASALE)
Juan Luis Cebrián fue elegido el 19 de diciembre de 1996 académico de la Real Academia Española y por tanto también miembro de la Asociación de Academias de la Lengua Española. Tomó posesión el 18 de mayo de 1997 con el discurso titulado Memoria sobre algunos ejemplos para la transición política en la obra de Gaspar Melchor de Jovellanos, siendo respondido en nombre de la corporación RAE, el escritor y académico Luis Goytisolo. Desde entonces ocupa la silla V.  
Por su labor académica en la RAE y profesional como escritor y periodista, en enero de 2015 fue investido doctor honoris causa por la Universidad Rey Juan Carlos de Madrid. Ese mismo año, el 14 de julio de 2015, la Embajada de Francia en España le condecoró con el collar de Comendador de la Orden de las Artes y las Letras. 
Como académico, entre otros muchos actos y congresos, participó en la sesión inaugural del VII CILE, celebrado en San Juan (Puerto Rico) del 15 al 18 de marzo de 2016. El 30 de junio de 2016 intervino en el curso de verano de la Universidad Complutense, "Hambre Cero: es posible", con la aplaudida ponencia «La comunicación como motor de cambio».
El 27 de noviembre de 2016, Juan Luis Cebrián participó en la Feria Internacional del Libro de Guadalajara en un acto conmemorativo del 40.º aniversario del diario El País, junto al académico Mario Vargas Llosa y Antonio Caño, por entonces director del diario. Ese mismo día presentó el primer volumen de sus memorias, Primera página. Vida de un periodista (1944-1988), que se publicó el 1 de diciembre de 2016. El segundo volumen, según comentó a los presentes, está previsto que se publique en 2020.
El 10 de mayo de 2017 intervino en la clausura del centenario de Camilo José Cela (1916-2002), en un acto celebrado en la Universidad Complutense.
En octubre y noviembre de 2018, Cebrián manifestó su interés de ser el director de la RAE a partir del 13 de diciembre, fecha de la votación del nuevo director, contando con el apoyo de varios académicos, entre ellos el director vigente Darío Villanueva, pero fue derrotado por el jurista Santiago Muñoz Machado.

## Vida personal
Juan Luis Cebrián se casó el 1 de junio de 1966 con Gemma Torallas Gatoo, con quien tuvo cuatro hijos.  En 1988 se casó con Teresa Aranda, con quien tuvo dos hijos  y en 2018 con la empresaria y diseñadora de moda, de origen rumano, Mihaela Mihalcia.
Mantiene estrechas relaciones de amistad con Felipe González, Mario Vargas Llosa, Moisés Naím, Ana Botín, Antonio Navalón, José Manuel Lorenzo, Alberto Ruiz-Gallardón y el abogado Javier Cremades.

## Obras
- La prensa en la calle: escritos sobre periodismo. Taurus, 1980.
- La España que bosteza: apuntes para una historia crítica de la transición. Taurus, 1981. ISBN 84-306-3045-7
- ¿Qué pasa en el mundo? Los medios de información de masas. Salvat, 1981. ISBN 84-345-7958-8
- Crónicas de mi país. Promotora de Informaciones, 1985. ISBN 84-85371-21-6
- La rusa. Alfaguara, 1986. ISBN 84-204-9800-9
- Los medios en Europa. Salvat, 1987. ISBN 84-7137-980-5
- Retrato de Gabriel García Márquez. Círculo de Lectores, 1989. ISBN 84-226-2966-6
- La isla del viento. Alfaguara, 1990. ISBN 84-204-8077-0
- El tamaño del elefante. ONCE, 1993. ISBN 84-484-0053-4
- El siglo de las sombras: meditaciones urgentes de un europeo de hoy. Aguilar, 1994. ISBN 84-03-59358-9
- Cartas a un joven periodista. Aguilar, 1997. ISBN 84-08-01978-3
- Exaltación del vino y de la alegría. Biliofilia Montillana, 1998. ISBN 84-923756-4-7
- La red: cómo cambiarán nuestras vidas los nuevos medios de comunicación. Círculo de Lectores, 1998. ISBN 84-306-0277-1
- La agonía del dragón. Alfaguara, 2000. ISBN 84-204-4208-9
- Epílogo para adolescentes en Cartas a un joven periodista. Aguilar, 2003. ISBN 978-84-03-09406-2
- Francomoribundia. Alfaguara, 2003. ISBN 84-204-6669-7
- El fundamentalismo democrático. Taurus, 2004. ISBN 84-306-0529-0
- El pianista en el burdel. Círculo de Lectores, 2009. ISBN 978-84-8109-809-9
- Primera página: Vida de un periodista 1944-1988. Editorial Debate, 2016. ISBN 978-84-99927-329
- El efecto Sánchez: Ética y política en la era de la posverdad, Ladera norte, 2024.

## Honores
A lo largo de su carrera ha recibido diversos premios relacionados con su profesión:
- Director Internacional del Año, concedido por la publicación World Press Review de Nueva York (1980)
- Premio Nacional de Periodismo de España en 1983
- Medalla de Honor de la Universidad de Misuri en 1986
- Premio Internacional Trento de Periodismo y Comunicación en 1987.
- First Amendment Award, otorgado por los Eisenhower Fellows españoles en 2014

Cebrián es Oficial de las Letras y las Artes de Francia. En 1988 fue nombrado Profesor Honorario por la Universidad Iberoamericana de Santo Domingo (República Dominicana).
En 2003 fue nombrado Visitante de Honor en la Universidad Nacional de La Plata (Argentina) y también fue galardonado con la Medalla al Mérito de la Universidad de Veracruz (México) por su aportación al pensamiento crítico.
Es miembro de la Academia Europea de Ciencias y Artes desde 2000. También es miembro del Club de Roma.
Desde 2017 es miembro del patronato de la Fundación Hispanojudía, fundada por David Hatchwell Altaras, Alberto Ruiz-Gallardón y Javier Cremades García y dirigida por Diego Moldes.

## Premios
Entre los numerosos premios periodísticos con los que cuenta cabe destacar:  
- Medalla a la Libertad de Expresión de la F. D. Roosevelt Four Freedom Foundation.
- Premio Internacional Trento de Periodismo y Comunicación (1987).
- Premio Internacional José Carrasco Tapia (1988).
- Premio Joaquín Chamorro a la Libertad de Expresión.

En enero de 2014, fue reconocido con la Orden de Bernardo O'Higgins, con el grado de Gran Oficial, la más alta distinción que el Gobierno de Chile otorga a destacados ciudadanos extranjeros en reconocimiento a su contribución para estrechar los lazos entre ambos países. Ese mismo año ingresó en la Academia Chilena de la Lengua por su trabajo para mejorar y custodiar la calidad del idioma, y recibió en Washington el premio First Amendment, que concede la Asociación Española de los Eisenhower Fellows, por su labor en favor de la libertad de prensa.